# Bart van der Leck
Bart van der Leck est un peintre néerlandais, né à Utrecht le 26 novembre 1876 et mort à Blaricum le 13 novembre 1958.

## Biographie
Né dans une famille ouvrière, fils d'un peintre en bâtiment, van der Leck se forme pendant plus de huit ans à la peinture sur verre et au vitrail puis étudie le dessin et les arts décoratifs à Amsterdam. En 1893, il fait la connaissance de l'architecte et ébéniste Piet Klaarhamer, avec lequel il collabore durablement. De 1891 à 1899, il travaille dans plusieurs ateliers. La production de vitrail est alors en plein essor grâce aux constructions d'églises de style néogothique initiées par l'église catholique romaine, récemment autorisée aux Pays-Bas.
Les premières peintures de van der Leck sont influencées par le symbolisme et aussi par l'art de l'Égypte ancienne. Elles se caractérisent par une stylisation poussée de la figure. À partir de 1909, l'artiste développe une imagerie populaire mi-ouvrière mi-agricole basée sur des scènes de la vie quotidienne, dans l'objectif de rendre l'art accessible à tous. La même année, il entre en relation avec le critique d'art Hendricus Petrus Bremmer, qui devient son mécène, et se lie d'amitié avec l'architecte Hendrik Petrus Berlage.
Au début des années 1910, son style devient plus personnel et se caractérise par l'usage de formes simplifiées et stylisées, à la limite de l'abstraction. Il vit et travaille alors à Soesterberg, à proximité de zones d'entraînement militaire dont il s'inspire pour créer la grande peinture Sortie d'usine. En 1912, il épouse Bertha Teerink. Il conçoit l'intérieur de leur maison de Soesterberg avec un jeu de noir et blanc où quelques éléments tels que les coussins et les nappes apportent des pointes de couleurs primaires.
En 1914, Bremmer présente van der Leck au couple Kröller-Müller, collectionneurs et mécènes fondateurs du musée éponyme à Otterlo. Pour le siège social de Müller & Co, l'une des plus grandes sociétés commerciales néerlandaises, il crée un vitrail puis, sous contrat avec cette compagnie, il voyage en Algérie et dans le sud de l'Espagne d'où il ramène plus de cent aquarelles et dessins.
En 1915, au Haagsche Kunstkring (Cercle des artistes de La Haye), van der Leck rencontre Vilmos Huszár et Chris Beekman.
En 1916, il exécute deux tableaux importants : La Tempête et Le Travail au port, qui entrent dans la collection des Kröller-Müller. L'utilisation des couleurs primaires jaune rouge bleu associées au noir et au blanc a une influence sur Piet Mondrian, que van der Leck rencontre en 1916. Par l'intermédiaire de ce dernier, il fait la connaissance de Theo van Doesburg et du théosophe Mathieu Schoenmaekers. La même année, en collaboration avec Berlage, il conseille les Kröller-Müller sur l'aménagement intérieur de leur villa à Wassenaar. Mais, dès l'année suivante, à la suite d'un différend relatif à ces travaux de décoration, il rompt sa collaboration avec Berlage. 
En 1917, il participe à la fondation de la revue De Stijl, dans laquelle il publie deux articles consacrés à la nature et aux fonctions respectives de la peinture et de l'architecture, préconisant une synthèse des deux qui ne se fasse pas au détriment de la première. Des divergences surgissent rapidement avec van Doesburg qui conduisent van der Leck à quitter la revue, dont il ne signe pas le premier manifeste.
Van der Leck conçoit sa propre maison-atelier de Blaricum où il vit avec sa femme de 1918 à sa mort. « En 1918-1920, il réalise un chef-d'œuvre, Composition, qui est l'un des derniers tableaux abstraits de sa maturité : l'image de format carré est constituée de huit figures géométriques, disposées sur un fond blanc où les carrés et les triangles de couleur rouge, bleu, jaune et noir sont distribués dans une composition symétrique. »
Après 1920, il revient à la peinture figurative tout en utilisant, pour traiter le sujet, d'un vocabulaire géométrique élémentaire (Nature morte à la bouteille de vin, 1922). Il produit peu, réalisant en parallèle des travaux de décoration, de peinture murale et d'art appliqué. Ainsi, à partir des années 1930, il crée avec Gerrit Rietveld de nombreux meubles, tapis et tissus imprimés pour la firme Merz & Co, et s'intéresse à la céramique.
Dans les années d'après-guerre, il réalise quelques projets de dimension monumentale, comme la conception globale d'un schéma de couleurs pour l'école d'aviation néerlandaise d'Eelde (1953-1956, en collaboration avec Pierre Cuypers) et une sculpture de mosaïque vitrée pour les studios Vara à Hilversum (réalisée à titre posthume par l'architecte Piet Filing). « À la fin de sa vie [il revient] pour quelques rares et précieux tableaux à la peinture abstraite, dans un esprit de dépouillement qui anticipe largement l'art minimal. »
En 1949, le Stedelijk Museum d'Amsterdam organise une rétrospective de son œuvre. Il figure dans l'exposition « De Stijl » présentée par ce musée en 1951. Il meurt en 1958 à Blaricum.